# Norma Crane

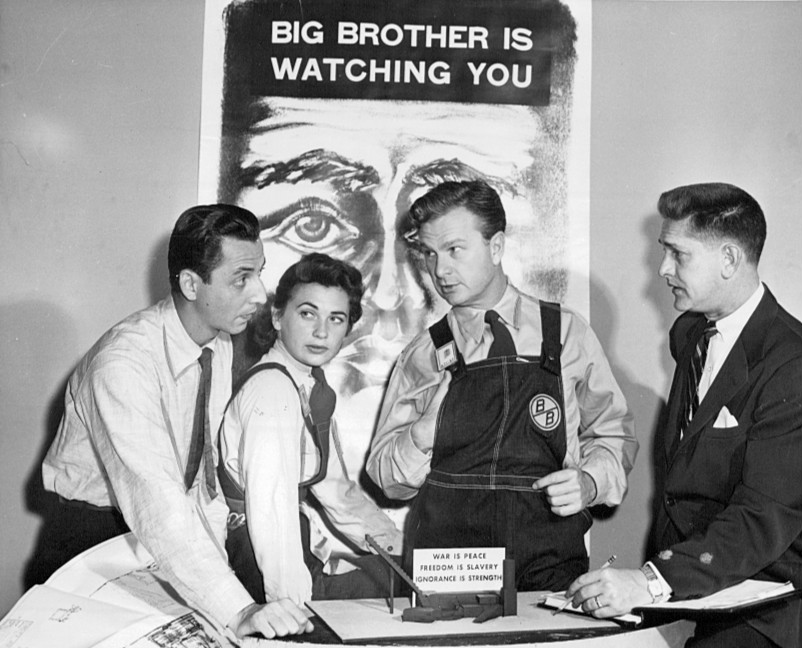
En el set de la serie de televisión antológica de la CBS Studio One presenta 1984 de George Orwell. De izquierda a derecha: la escenógrafa Kim Swados, Norma Crane, Eddie Albert y el director Paul Nickell.

Norma Crane (nacida Norma Anna Bella Zuckerman; 10 de noviembre de 1928 — 28 de septiembre de 1973) fue una actriz estadounidense de teatro, cine y televisión conocida sobre todo por su papel de Golde en la adaptación cinematográfica de 1971 de Fiddler on the Roof. También actuó en They Call Me Mister Tibbs y Penelope. Crane nació en la ciudad de Nueva York, pero se crio en El Paso, Texas.

## Biografía
Nacida en el seno de una familia judía de la ciudad de Nueva York y criada en El Paso, Crane estudió arte dramático en el Texas State College for Women de Denton, y fue miembro del Actors Studio de Elia Kazan. Debutó en Broadway en la obra de Arthur Miller The Crucible.
A lo largo de la década de 1950, apareció en diversos dramas televisivos en directo, obteniendo reconocimiento por primera vez en una adaptación televisiva de la obra de George Orwell 1984. Interpretó a Ellie Martin en la versión cinematográfica de Vincente Minnelli de Tea and Sympathy. Apareció en el episodio de 1956 de Alfred Hitchcock Presents "There Was an Old Woman", en el episodio de 1958 "The Equalizer" y en el episodio de 1959 "Appointment at Eleven". También en 1959, interpretó a "Tilda" en la serie wéstern Gunsmoke.
Actuó como estrella invitada en cuatro ocasiones en la serie de televisión wéstern de la CBS Have Gun – Will Travel con Richard Boone. Apareció en un episodio de The Untouchables de ABC como Lily Dallas, una despiadada líder de una banda, y en otros dos episodios.
En 1960, Crane apareció como Sarah Prentice en el episodio "River Champion" de la serie wéstern Riverboat de la NBC protagonizada por Darren McGavin. Unas semanas más tarde, Crane interpretó a Sarah en el episodio "Deadly Tomorrow" de la serie de aventuras de la ABC The Islanders, ambientado en el Pacífico Sur.
En 1961, Crane interpretó el papel principal en el episodio "The Return of Widow Brown" de la serie de la NBC The Deputy. Ese mismo año reapareció en Gunsmoke en un episodio titulado "Perce", así como en un episodio de The Asphalt Jungle. En 1965, Crane actuó como invitada en el papel de Mavis Hull en el episodio "Masquerade" de The Fugitive y en un episodio de 1968 de The Flying Nun.

## Vida personal
En 1961, se casó con el escritor-productor Herb Sargent; el matrimonio terminó en divorcio.

## Muerte
Crane murió de cáncer de mama el 28 de septiembre de 1973, a los 44 años, en Los Ángeles, California, dos años después del estreno de Fiddler on the Roof (1971), su última película.

## Filmografía parcial
| Año  | Título                     | Papel                                | Notas                                               |
| ---- | -------------------------- | ------------------------------------ | --------------------------------------------------- |
| 1956 | Alfred Hitchcock Presents  | Lorna Bramwell                       | Temporada 1 Episodio 25: "There Was an Old Woman"   |
| 1956 | Tea and Sympathy           | Ellie Martin                         |                                                     |
| 1958 | Have Gun – Will Travel     | Ella West                            | Temporada 1 Episodio 17: "Ella West"                |
| 1958 | Alfred Hitchcock Presents  | Louise Marsh                         | Temporada 3 Episodio 19: "The Equalizer"            |
| 1959 | Have Gun – Will Travel     | Mrs. Smith - esposa                  | Temporada 3 Episodio 2: "Episode in Laredo"         |
| 1959 | Alfred Hitchcock Presents  | Dama rubia en un bar                 | Temporada 5 Episodio 3: "Appointment at Eleven"     |
| 1961 | All in a Night's Work      | Marge Coombs                         |                                                     |
| 1961 | Have Gun – Will Travel     | Martha Jane Conroy aka Calamity Jane | Temporada 4 Episodio 35: "The Cure"                 |
| 1966 | Penelope                   | Mildred                              |                                                     |
| 1966 | The Big Valley             | Emilie                               | Temporada 2 Episodio 12: "Last Stage To Salt Flats" |
| 1968 | The Sweet Ride             | Mrs. Cartwright                      |                                                     |
| 1970 | They Call Me Mister Tibbs! | Marge Garfield                       |                                                     |
| 1970 | The Movie Murderer         | Ellen Farrington                     | Telefilme                                           |
| 1971 | Fiddler on the Roof        | Golde                                |                                                     |